# Rubén de la Red
Rubén de la Red Gutiérrez (n. 5 iunie 1985, Madrid) este un fost fotbalist spaniol care a evoluat la Real Madrid. S-a retras din activitate în 2010, la doar 25 de ani, din cauza unor probleme medicale la inimă.